# Voglio essere amata in un letto d'ottone
Voglio essere amata in un letto d'ottone (The Unsinkable Molly Brown) è un film statunitense del 1964 diretto da Charles Walters.
Il film ricostruisce in chiave musicale e romanzata la vera storia di Margaret Brown, una delle sopravvissute al naufragio del Titanic.
Il film ottenne sei candidature ai Premi Oscar 1965 (miglior attrice protagonista, migliori costumi, migliore fotografia, migliore colonna sonora in adattamento, migliore sonoro e migliore scenografia) senza però aggiudicarsi alcuna statuetta.

## Trama
Molly, di umili origini, decide di recarsi nella vicina città per trovare un marito ricco. Incontra Johnny Brown, proprietario di una miniera d'argento, che la convince a sposarlo. Dopo qualche contrasto, l'unione fra i due viene cementata dalla scoperta di un ricco filone d'oro che fa di Johnny uno dei proprietari più danarosi del Colorado. Trasferitisi a Denver, poiché l'aristocrazia locale rifiuta di riceverli, Molly e il marito intraprendono un lungo viaggio in Europa. La giovane donna ha così modo di stringere amicizia con nobili personaggi e di raffinare la propria personalità. Molly fa un clamoroso ritorno a Denver, attorniata dai suoi blasonati amici europei, ma va sempre più delineandosi il contrasto tra lei ed il marito, rimasto fedele alle proprie abitudini provinciali. Decide quindi di tornare in Europa, separandosi da Johnny. Tuttavia, la lontananza e le prove d'affetto del marito la convincono ben presto a tornare a Denver. Sopravvissuta al naufragio del Titanic, Molly è accolta come un'eroina da tutti gli abitanti della città, ma, stanca della sua vita fatua, si riterrà pienamente soddisfatta solo quando potrà riabbracciare Johnny e riprendere con lui la tranquilla vita coniugale, simboleggiata dal letto d'ottone che acquistarono al momento del loro matrimonio.

## Produzione
Fu prodotto dalla Metro-Goldwyn-Mayer (MGM). Girato nel parco di Gunnison National Monument (Colorado), il film racconta la storia romanzata di Margaret Brown (appunto, l'inaffondabile Molly Brown della traduzione letterale del titolo originale), il cui marito divenne ricco grazie alla scoperta di una miniera d'oro in Colorado e che sopravvisse al naufragio del RMS Titanic. Per il ruolo della protagonista erano state interpellate anche Doris Day e Shirley MacLaine.

## Distribuzione
Distribuito dalla MGM, il film uscì nelle sale cinematografiche USA l'11 giugno 1964.

## Musical a Broadway
Basato sul musical The Unsinkable Molly Brown di Meredith Willson (rimasto in scena a Broadway ininterrottamente dal 1960 al 1962 e che era interpretato originariamente dagli stessi protagonisti del film di Walters) fu scritto per il grande schermo dagli sceneggiatori Richard Morris e da Helen Deutsch.
Nella pellicola sono stati utilizzati solo cinque dei numeri musicali originali che caratterizzavano lo spettacolo in teatro, con l'aggiunta di una nuova canzone, He's My Friend. Le coreografie sono dovute all'autore originale delle danze, Peter Gennaro.
Molly Brown, dal nome della protagonista, venne soprannominata la capsula spaziale Gemini 3, lanciata in orbita dalla base di Cape Canaveral il 4 gennaio 1965.

## Colonna sonora
Colonna sonora originale in lingua inglese:
1. "Main title"
2. "Belly Up to the Bar, Boys" - Ed Begley/Jack Kruschen
3. "I Ain't Down Yet" - Debbie Reynolds/Grover Dale/Gus Trikoni
4. "Colorado, My Home" - Harve Presnell
5. "Belly Up To The Bar, Boys" - Debbie Reynolds & Company
6. "I'll Never Say No" - Harve Presnell
7. "Here Comes The Bride" (I Ain't Down Yet) - Ed Begley/Jack Kruschen & Co
8. "I'll Never Say No" (Reprise) - Debbie Reynolds
9. "I Ain't Down Yet" (Reprise) - Harve Presnell/Debbie Reynolds
10. "Molly Waltz" ("Dolce Far Niente") - Orchestra
11. "Colorado, My Home" (Reprise) - Harve Presnell
12. "He's My Friend" - Debbie Reynolds/Harve Presnell/Hermoine Baddeley/Martita Hunt/Ed Begley/Jack Kruschen & Co.
13. "Johnny's Soliloquy" - Harve Presnell
14. "The Brass Bed"/End - Cast

Nella versione italiana del film, nessuna canzone è doppiata ad eccezione di I'll Never Say No, I'll Never Say No (Reprise), I Ain't Down Yet (Reprise). Queste due riprese sono cantate da Debbie Reynolds, doppiata in italiano da Tina Centi. La prima è cantata solo da Harve Presnell, il quale si ritiene possa essersi doppiato da solo nel canto dell'edizione italiana (si avverte infatti un accento americano).